# Jüdischer Friedhof (Ulrichstein)

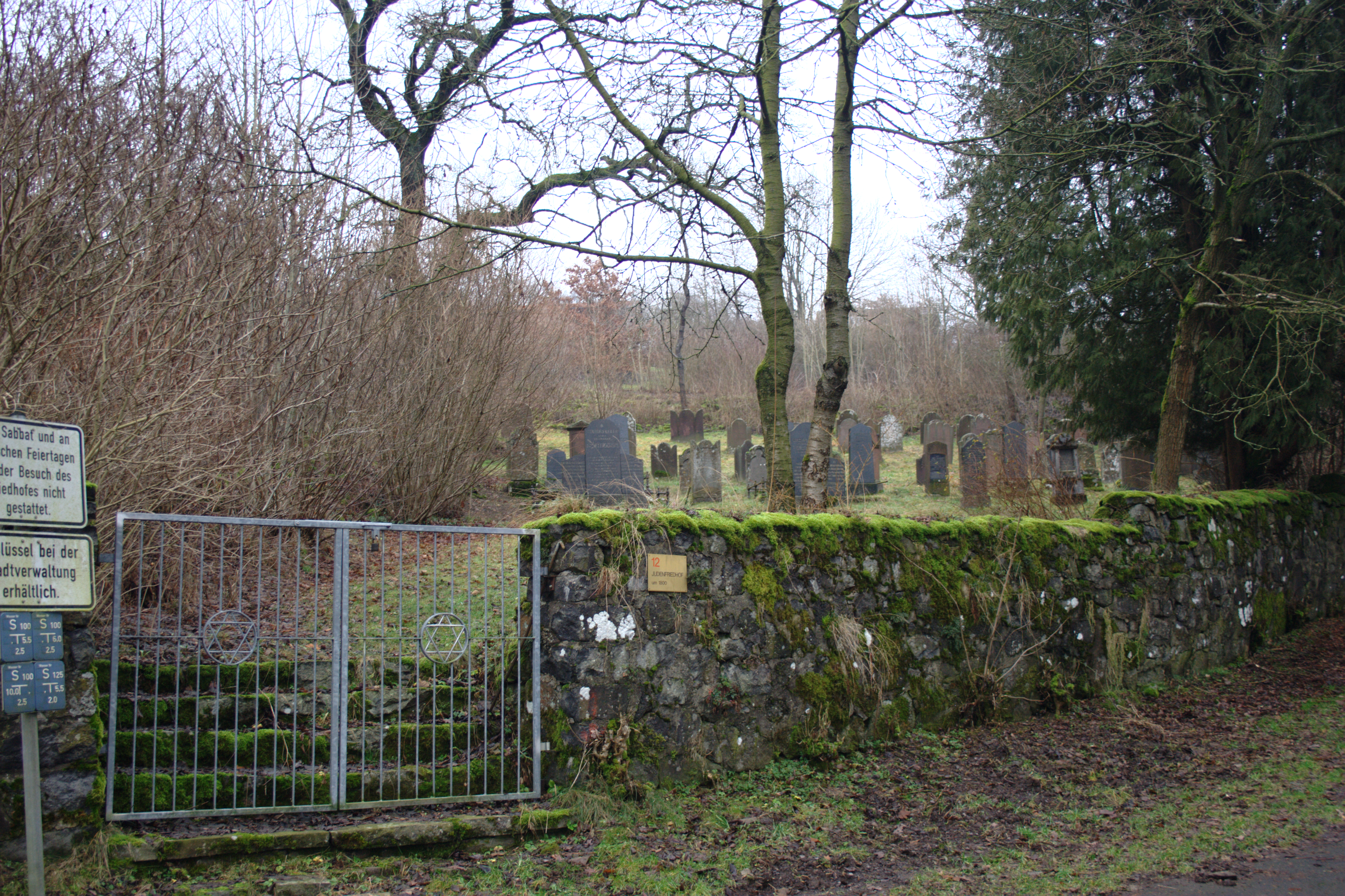
Jüdischer Friedhof in Ulrichstein

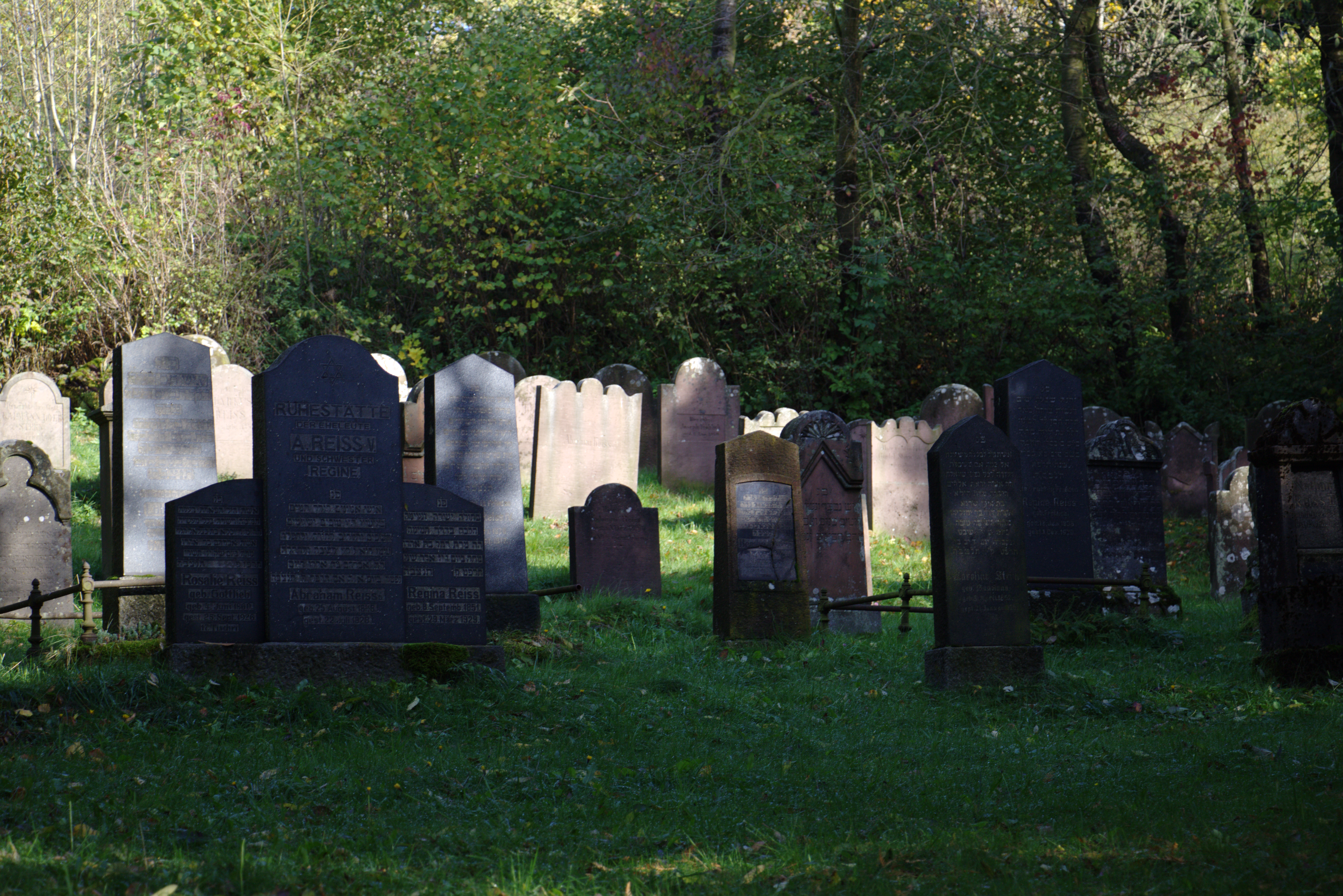
Grabsteine

Der Jüdische Friedhof in Ulrichstein, einer Stadt im Vogelsbergkreis in Hessen, wurde vermutlich in der zweiten Hälfte des 18. Jahrhunderts errichtet. Der jüdische Friedhof ist von der Hauptstraße aus über den Altebergsweg erreichbar. Der Friedhof ist ein geschütztes Kulturdenkmal.

## Geschichte
Der Friedhof ist von einer Mauer umgeben. Eine Gedenktafel erinnert an sieben jüdische Gefallene des Ersten Weltkrieges. Der Friedhof ist in einen oberen, älteren und einen unteren, jüngeren Teil gegliedert. Die Friedhofsfläche beträgt 15,47 ar.